# Inscriptiones Graecae
Inscriptiones Graecae (IG) (pol. Greckie inskrypcje) – epigraficzna seria wydawnicza Akademii Berlińskiej będąca kontynuacją Corpus Inscriptionum Graecarum. Pomysł na publikację przedstawił w 1903 roku Ulrich von Wilamowitz-Moellendorff, redaktorzy wzorowali się w swojej pracy na Corpus Inscriptionum Latinarum. Seria podzielona jest na tomy po terytorialnym kluczu. Prezentacja epigrafów dla danego polis przedstawia kolejno dekrety, postanowienia kolegiów, katalogi, epigrafy dotyczące praktyk religijnych, inskrypcje honoracyjne, napisy nagrobne, napisy na przedmiotach i teksty nie dające się zakwalifikować do żadnej kategorii (czy to z powodu braku osobnej kategorii, czy też zbyt szczątkowego stanu zachowania inskrypcji).
Do IG w momencie utworzenie weszły części CIG o terytorialnym doborze materiałów. Pierwszą z nich był wydany w latach 1873–1895 Corpus Inscriptionum Atticarum włączony do IG jako tomy I–III. Numeracja tomów nie jest ciągła – doszła ona do numeru XIV, przy czym nie wydano numerów VI, VIII, XIII i XV. Część tomów została uaktualniona i rozbudowana w nowszych wydaniach.